# Vera Holodna
Vera Vasiljevna Holodna, roj. Levčenko (ukrajinsko Віра Василівна Холодна, rusko Вера Васильевна Холодная), ukrajinska filmska igralka, * 5. avgust 1893, Poltava, Rusko carstvo (zdaj Ukrajina), † 16. februar 1919, Odesa, Ukrajinska ljudska republika.
Bila je prva filmska zvezdnica v Ruskem carstvu. Kljub temu, da je umrla mlada, je igrala v desetinah filmov, od katerih je ohranjenih le peščica.

## Življenje in delo
Šolala se je za baletno plesalko v Moskvi, kasneje pa je spoznala igralca Aleksandra Vertinskega, ki jo je usmeril v film. Prvič je nastopila v stranski vlogi v filmu o Ani Karenini leta 1914. Na filmskem platnu se je s svojo otožno privlačnostjo, umirjenim vedenjem in izraznimi očmi uveljavila kot lepotni ideal, sčasoma pa je izpopolnila igro in dala svojim likom več globine. Njen priimek, ki ga je prevzela po možu, avtomobilističnemu navdušencu in uredniku Vladimirju Holodnem, se je tako dobro ujemal z njeno podobo, da je večina ljudi mislila, da gre zgolj za posrečen vzdevek. Prepoznavna je bila predvsem po vlogah naivnih, nedolžnih žensk, ki postanejo žrtev ljubezenskih spletk, v melodramah. S filmi, kot sta Otroci časa (Дети века) in Pesem zmagovite ljubezni (Песнь торжествующей любви) je zaslovela po vsem carstvu. V prvih letih je sodelovala predvsem z režiserjem Jevgenijem Bauerjem.
Med oktobrsko revolucijo se je hkrati z drugimi filmskimi zvezdniki iz Moskve umaknila v Odeso in nadaljevala z delom. Stanje v takrat neodvisnem mestu je bilo napeto, saj se je v pristanišču zasidrala mornarica Antante pod francoskim poveljstvom, ki naj bi zavzela Odeso v podporo Beli gardi, hkrati pa so tja prišli boljševištični agenti z nalogo poiskati miren način za končanje zavezniške intervencije. Studio Mirograf, kjer so prebežniki ustvarjali, so uporabljali za vzdrževanje stikov s štabom v Moskvi. Polkovnik Freidenberg, poveljnik francoskih sil, se je zatreskal v Holodno, zato so boljševiki poskušali prek nje pridobiti vpliv nanj. Vendar so njihovo poročilo prestregli protiobveščevalci in likvidirali boljševistične agente.
Holodna je v začetku leta 1919 hudo zbolela in 16. februarja, v 26. letu starosti, tudi umrla. Njeno zadnje domovanje so kljub nevarnim razmeram in mrazu oblegale trume radovednežev in tudi mrtvaški spored na ulicah Odese je spremljala velika množica ljubiteljev. Ohranjenih je nekaj filmskih posnetkov dogodka. Kljub njeni smrti je Freidenberg izpolnil načrte boljševikov in izdal nepričakovan ukaz o umiku zavezniških sil, kar je bilo pogubno za belogardiste na Krimu. Uraden vzrok smrti Holodne je španska gripa, vendar še zdaj ostajajo žive tudi domneve, da je bila umorjena. Po eni od teorij naj bi jo zaradi zvez z boljševiki zastrupili protiobveščevalci generala Antona Denikina.

## Zapuščina
Od množice filmov, v katerih je igrala, je ohranjenih le okoli pet, poleg tega pa še nekaj fragmentov posnetka njenega pogreba. Zato je v zgodovini filma pretežno spregledana.
Njena življenjska zgodba je služila kot navdih leta 1975 posnetega filma Suženj ljubezni (Raba ljubvi) režiserja Nikite Mihalkova. Oleg Kovalov je leta 1992 izdal dokumentarni film o njej z naslovom Otok mrtvih (Ostrov mjortvih). V zgodnjih 1990. letih je bila upodobljena na sovjetski znamki, leta 2003 pa so v Odesi odkrili njen celopostavni kip.